# Alya
Alya, rojstno ima Alja Omladič, slovenska pop pevka, * 28. maj 1983, Mozirje.

## Začetki
Alyina glasbena pot se je začela zelo zgodaj, saj je že kot majhna deklica igrala klavir in ustvarjala svoje lastne pesmi. Pozneje je k sodelovanju povabila tudi druge glasbenike in inštrumentaliste.

## 2002–2007 (preboj)
Ena prvih pesmi je »Mr. Poželenja«, s katero je nastopila leta 2002 na festivalu radia HIT, kjer je zasedla drugo mesto. Sledil je preboj na lestvice glasbenih postaj, še posebej s pesmijo »Igra«, s katero se je predstavila v oddaji Supermodel Slovenije 2002. Preboj v medijski prostor ji je uspel s prvim CD-jem Alya, ki je prejel številne nagrade, med njimi zlato in platinasto certifikacijo. Videospota za pesem »Alya« in »Zvezda večera« sta se se na lestvici MTV (World Chart Express) uvrstila na drugo in četrto mesto. Med leti 2003-2005 je vsako leto sodelovala na izboru ze pesem eurovizije, prav tako tudi leta 2007. Leta 2006 je nastopila v šov programu Eme skupaj z Nušo Derenda, Janez Škofom in Aljošem Ternovškom.

## 2008–2013
Leta 2008 je posnela hit »A veš«, ki ga je napisal Jan Plestenjak. Pesem je bila izbrana za naj pesem leta 2008,  pesem je kasneje posnela tudi s 6 Pack Čukurjem. V začetku leta 2009 je združila moči z Rudijem Bučarjem in skupaj sta nastopila na EMI s pesmijo, ki jo je zanju napisal Jan Plestenjak - "Zadnji dan". Osvojila sta 4. mesto. Maja istega leta je izdala svoj drugi album Non stop. Med poletjem 2009 je imela ogromno koncertov in promocij svojega albuma, uspela pa je posneti tudi videospot za pesem "Brazil", katerega premiera je bila septembra 2009. Posnela ga je na slovenski obali. Še istega leta je posnela remiks.  V letu 2010 si je Alya vzela nekaj odmora. Jeseni je predstavila nov videospot za pesem "Tu in zdaj", za katero je posnela tudi angleško različico "Say Goodbye". 2011 je Alya na radijske postaje poslala še en nov singel z naslovom "Vse bo lepo". Konec leta je POP TV najavil šov X Factor Slovenija, pevka Alya pa je bila njegova ambasadorka.  Šov je potekal spomladi leta 2012. Že to leto se je pripravljala na nov album, ki naj bi bil stilsko drugačen. Alya je to leto posvetila svoji obletnici 10-let glasbene kariere. Imela je svojo veliko malo turnejo po Sloveniji. Majhne težave ji je povzroča zlomljen gleženj v začetku poletja. Alya je septembra za svoj poletni hit "Moja pesem" izdala tudi videospot. Pri snemanju pa sodelovala z ekipo QView, študenti z IAM (Inštitut in Akademija za Multimedije) v videospotu pa je sodelovalo več kot 30 statistov.  V leto 2013 je Alya vstopila z novim singlom "Zlaži se mi". V tem letu se je Alya predvsem posvetila promociji singla, koncertom in delu v studiju.

## 2014–danes
Leto se je zanjo začelo po prvomajskih praznikih, ko je prejela priznanje zavoda IPF za najbolj predvajano pesem v letu 2013 - Zlaži se mi. Alya je v začetku leta zavrnila pesem Round and Round/Spet, s katero je bila Tinkara Kovač na izboru za Evroviziji 2014. Alya je leta 2014 postala obraz mobilnega ponudnika MINGL, za katerega je posnela pesem "Car", ki je postal tudi naslov njenega tretjega albuma. Pesem je predstavila maja na dogodku, imenovanem Koncert nad oblaki na 4500 m v zraku. Presenečenje je ustvarila skupaj Massimom.

 Ob koncu leta je izdala svoj tretji studijski album »Car«.  Tega leta je tudi zavrnila pesem "Lovin' Me", katero sedaj izvaja duo Maraaya. Jeseni je posnela duet Čas je (Dan zmage) s Trkajem. Posnela sta tudi videospot. Leta 2015 je v Katarju skupaj s 23 pevci in pevkami z vsega sveta posnela himno svetovnega prvenstva v rokometu, ki se imenuje »Live It«.  Za pesem so dobili tudi zlato ploščo.  Istega leta je sodelovala pri projektu Slove'n'aid in še s 15 slovenskimi glasbeniki posnela dobrodelni singel En svet. V začetku poletja je Alya objavila videospot za singel "Za naju" v Live Session obliki. Alya je novembra predstavila videospot za romantično obarvano pesem "Dober Dan". Režiral ga je Nino Denkovski, posneli so ga oktobra v krajinskem parku Sečoveljske soline. Marca 2016 je za singel "Spet in spet" objavila nov videospot v Live Session obliki.  Maja je nastopila v oddaji Znan obraz ima svoj glas kot joker Renate Mohorič, kjer je imitirala Katy Perry s pesmijo "Hot N Cold".
21. junija 2016 je podjetje Radgonske gorice predstavilo zlato radgonsko penino Alya. Gre za sladko penino po klasični metodi. Na penini je izpisan tudi refren njene pesmi "Za naju".
 Na začetku poletja 2016 je sodelovala na Festivalu melodije morja in sonca s pesmijo "Srce za srce (Ti)" in osvojila prvo mesto.
 Na uradni slovenski tedenski lestvici SloTop50 je tudi zasedla prvo mesto. Ob koncu poletja je še izdala videospot. Leta 2017 je po dolgem premoru od EME zopet sodelovala na izboru EMA 2017 s pesmijo "Come On/Halo".  S pesmijo se tokrat ni uvrstila v finale, saj je zasedla 6. mesto v polfinalu. Pesem je uradno izdala v začetku aprila skupaj z videospotom.  Tudi ta pesem se je visoko zavihtela na lestvici SloTop50.
Pomlad 2018 je pevka začela tako, da je 21.3. izdala nov singl z videospotom za pesem "Dobro jutro življenje". Videospot je posnela v Piranu in je posnet v enem samem kadru.
Leta 2019 je v živo nastopila na IX. srečanju študentov in zaposlenih MF v spremljavi Big Band MF.

## Nastopi na glasbenih festivalih

### EMA
Večkrat je sodelovala na slovenskem izboru za Pesem Evrovizije. Najprej leta 2003, ko je s pesmijo »Exploziv(no)« zasedla 13. mesto, leta 2004 je s pesmijo »Fluid« zasedla 3. mesto, leta 2005 s pesmijo »Exxtra« 5. mesto in leta 2007 s pesmijo »Vizija« 12. mesto. Poskusila je tudi leta 2009 skupaj z Rudijem Bučarjem s skladbo »Zadnji dan«, s katero sta zasedla 4. mesto, in tudi 2015, ko je z Nenom Belanom pela pesem »Misunderstandings«. Leta 2017 je nastopila s pesmijo »Come On/Halo«, a se ni uvrstila v finale.
- 2003: Exploziv(no) (Dejan Radičevič - Cvetka Omladič - Dejan Radičevič) - 11. mesto (924 telefonskih glasov)
- 2004: Fluid (Bor Zuljan - Cvetka Omladič - Žare Pak) - 3. mesto (19.048 telefonskih glasov)
- 2005: Exxtra (Alya, Žare Pak, Bor Zuljan - Cvetka Omladič - Žare Pak) - 5. mesto (11.364 telefonskih glasov)
- 2007: Vizija (Žare Pak, Peter Dekleva, Flex - Flex, Cvetka Omladič, Peter Dekleva - Žare Pak, Alen Steržaj, Peter Dekleva) - 12. mesto (3.971 telefonskih glasov)
- 2009: Zadnji dan (Jan Plestenjak - Jan Plestenjak - Jan Plestenjak) - 3. mesto (13 točk)
- 2015: Misunderstandings (Neno Belan, Zvonimir Zrlić - Tonči Pajkin - Neno Belan, Zvonimir Zrlić, Žare Pak)
- 2017: Come On/Halo (Raay - Rok Lunaček, Tina Piš - Raay)6. mesto (864 glasov) predizbor

### Melodije morja in sonca
- 2016: Srce za srce (Ti) - 1. mesto

## Nagrade
- Album Alya (zlata in platinasta plošča)
- Uvrstitev na lestvico MTV (World chard express) na 2. in 4. mesto.
- Pesem »Flojd« je na slovenskem radijskem festivalu (S.R.F.) dobila nagrado za naj rock skladbo leta 2004.
- Slovenski novinarji so jo soglasno proglasili za pevko leta 2004.
- Leta 2004 je tudi osvojila nagrado za najboljši stil glasbenice (modneJane).
- Bralci revije FHM (For Him Magazine) so jo izbrali za eno najbolj seksi žensk sveta. (Med prvih 100 žensk sveta)
- Temu je treba dodati še raziskave slovenskega iskalnika Najdi.si, ki kaže da je Alya ena izmed najbolj iskanih slovenskih glasbenikov na svetovnem spletu.
- Pesem "A veš?" je bila izbrana za naj pesem leta 2008.
- Moja pesem: Slovenski hit, pesem leta 2012
- Zlaži se mi: Slovenski hit, najbolj predvajana pesem 2013
- "Sedam dana na moru" je bila nominirana za nagrado MAC (Music Award Ceremony) v kategoriji najboljša pesem ženske izvajalke leta 2019[35]

## Diskografija

### Albumi
1. Alya (2004)
2. Non Stop (2009)
3. Car (2014)
4. Iz dnevne sobe (2019)

### Singli
1. Fluid (2004)
2. Alya (2004)
3. Omama (2004)
4. Exxtra (2005)
5. Zvezda večera (2005)
6. Občutek / Občutek (Dee Jay Time remix by Dr. Silvano DJ) (2005)
7. Vizija (2007)
8. A Veš (2007)
9. Zelo naglas (2008)
10. Absolutely moj (2008)
11. Zadnji dan (ft. Rudi Bučar) (2009)
12. Brazil (2010)
13. Non stop! (2010)
14. Tu in zdaj (2010)
15. Vse bo v redu (2011)
16. Moja pesem (2012)
17. Zlaži se mi (2013)
18. Car (2014)
19. Za naju (2014)
20. Spet in spet (2016)
21. Srce za srce (2016)
22. Halo (2017)
23. Dobro jutro življenje (2018)
24. Sedam dana na moru (2019)
25. Spet zaljubljena / Ili s tobom ili sama (2019)

Pesmi, ki so se uvrstile na tedensko lestvico SloTop50
- Lestvica je nastala leta 2013

| "Brazil"                                                   | 2010 | 8  | Non Stop (2009) |
| "Vse bo v redu"                                            | 2011 | 30 | Še ni na albumu |
| "Zlaži se mi"                                              | 2013 | 23 | Car (2014)      |
| "Car"                                                      | 2014 | 31 | Car (2014)      |
| "Za naju"                                                  | 2014 | 23 | Car (2014)      |
| "Dober dan"                                                | 2015 | 43 | Car (2014)      |
| "Spet in spet"                                             | 2016 | 18 | Car (2014)      |
| "Srce za srce"                                             | 2016 | 1  | Še ni na albumu |
| "Halo"                                                     | 2017 | 3  | Še ni na albumu |
| "Dobro jutro življenje"                                    | 2018 | 22 | Še ni na albumu |
| "—" singel ni bil uvrščen na lestvico ali pa ni bil izdan. |      |    |                 |

### Videospoti
1. Alya (2004)
2. Zvezda večera (2005)
3. A veš (2007)
4. Zadnji dan (2009)
5. Brazil (2010)
6. Tu in zdaj / Say Goodbye (2010)
7. Moja pesem (2012)
8. Car (2014)
9. Za naju (2015) [Live Session]
10. Dober dan (2015)
11. Spet in spet (2016) [Live Session]
12. Srce za srce (2016)
13. Halo (2017)
14. Dobro jutro življenje (2018)
15. Sedam dana na moru (2019)
16. Spet zaljubljena / Ili s tobom ili sama (2019)